# 니컬러스 스파크스

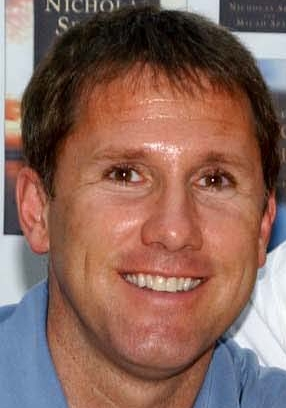

니컬러스 찰스 스파크스(Nicholas Charles Sparks, 1965년 12월 31일 ~ )는 미국의 소설가이다.

## 작품
- 노트북
- 더 럭키 원